# Kasoa

Kasoa (alternativt Oduponkpehe Kasoa, eller det äldre namnet Oduponkpehe) är en ort i södra Ghana, belägen i västra delen av Accras storstadsområde (dock utanför Storaccras administrativa gräns). Den är huvudort för distriktet Awutu Senya East, och folkmängden uppgick till 69 384 invånare vid folkräkningen 2010.